# Logística florestal
A Logística apresenta-se em variadas vertentes, sendo uma delas a logística florestal. Esta área da gestão de recursos e equipamentos, é especializada em serviços nos bosques e em zonas arborizadas, com o objectivo de aumentar a rentabilidade do produtor florestal, por forma a gerar valor com sementes, pinhas, cortiça, madeira e outros produtos florestais .

## Áreas de Intervenção

### Incêndios Florestais
Todos os anos, vários países do mundo são assolados pelos incêndios florestais. Esta tragédia ocorre principalmente em áreas florestais, causando  prejuízos de carácter económico, social e ambiental muito graves. A logística florestal dá resposta a este flagelo ao planificar o espaço florestal, por meio de projectos florestais, considerando à partida quais os locais mais propícios a ocorrerem  incêndios e a evitá-los .
Algumas medidas preventivas a serem tomadas :
- Manter limpa uma faixa de 50 m à volta de habitações, estaleiros, armazéns, oficinas ou outras edificações, nos espaços rurais;

- Manter limpa uma faixa superior a 100 m à volta dos aglomerados populacionais, parques, polígonos industriais e aterros sanitários, inseridos ou confinantes com áreas florestais.

### Montado
Os montados caracterizam-se por serem sistemas agro-silvo-pastoris, sendo um dos exemplos de sistemas tradicionais sustentáveis de uso do solo da Europa. Em Portugal, principalmente no Alentejo, os montados ocupam uma área de aproximadamente 1 200 ha, estando o seu valor económico relacionado com a produção de cortiça, o seu valor cultural relacionado com a conservação da biodiversidade e os seus valores históricos com o registo de sistemas sociais e agrícolas tradicionais.
A logítica florestal a nível do Montado visa integrar dois tipos de abordagem:
- Avaliação do efeito de diferentes modelos de gestão dos montados na diversidade das ectomicorrizas [4] do sobreiro, produtividade de esporocarpos (corpo pluricelular que contribui para a formação de esporos) e grupos funcionais de bactérias;

- Compreensão das opções dos agricultores por determinados modelos de gestão dos montados e os seus efeitos na economia e na paisagem rural.

Com esta abordagem multidisciplinar é possível definir os indicadores biológicos, considerados fundamentais para rentabilizar a produção e aumentar a sustentabilidade das práticas agrícolas dos montados .